# Ваганов, Андрей Геннадьевич
Андрей Геннадьевич Ваганов (25 октября 1968, Чимкент, Казахская ССР, СССР) — казахстанский футболист и тренер, главный тренер женской сборной Казахстана.
Окончил Волгоградский институт физкультуры.

## Игровая карьера
Ваганов начал играть в футбол в Чимкенте. Именно здесь прошла большая часть его карьеры футболиста. Также играл в Алматы, Таразе, Талдыкоргане, Кривом Роге, Кызылорде. В чемпионата Казахстана отыграл 10 сезонов, сыграл более 250 матчей, забил более 30 мячей.

## Достижения
В 1993 году в составе шымкентского «Жигера» стал бронзовым призёром чемпионата Казахстана.
 В 1997 году в составе «Тараза» стал серебряным призёром чемпионата Казахстана.

## Тренерская карьера
После окончания карьеры шесть лет он проработал в родном «Ордабасы». Получил тренерскую лицензию «В».
В 2011 году возглавил женскую сборную Казахстана.